# Rungwecebus kipunji
El kipunji o kipunyi (Rungwecebus kipunji) es una especie de primate catarrino de la familia Cercopithecidae descubierta en las altiplanicies forestales de Tanzania. Es arborícola, tiene un vientre blanquecino, mide unos 90 cm y tiene un largo pelaje marrón que va apareciendo en crestas en los costados y en lo alto de su cabeza. Su cara y sus párpados son uniformemente negros. Los machos emiten una llamada a mucho volumen para coordinar los espacios intergrupales. Este reclamo, entre graznido y ladrido, es característico de estos monos y se ha denominado honk-bark, (‘ladrido bocina’) en oposición al whoop-gobble (‘grito de euforia engullido’) de sus más próximos parientes. Vive en comunidades de 30 a 36 individuos que se asocian a otros monos.
Se estima que menos de 1000 individuos (unos 500) viven en la selva de la Reserva de Ndundulu, zona desprotegida adyacente al parque nacional de las Montañas de Udzungwa y en una población a 400 km del Monte Rungwe y el parque nacional Kitulo. Esta selva está muy deteriorada y las fragmentaciones en lo que queda de selva amenazan con escindir la población a tres áreas bien separadas. La selva de Ndundulu está más compactada, pero la población ahí es menor, y lo cazan por su carne y para que no se coma cultivos. La especie está clasificada como en peligro crítico de extinción por la UICN, y fue incluido en la publicación bianual Los 25 primates en mayor peligro del mundo, 2008-2010.
Dos grupos de investigadores diferentes descubrieron el kipunyi, en diciembre de 2003 y en julio de 2004. Ha sido la primera especie de mono africano nueva descubierta desde Cercopithecus solatus en 1984. Al principio lo definieron dentro del género Lophocebus por las fotografías que les presentaban a los científicos, pero pruebas genéticas y morfológicas, realizadas finalmente cuando uno cayó en una trampa, parecían relacionarlo más con los babuinos (género Papio) que con Lophocebus, lo que hacía el género difilético, incluyendo en un único género, especies con dos orígenes distintos.
El género creado para resolver la situación, Rungwecebus, es provisional y proviene del Monte Rungwe.
Rungwecebus es el primer género de mono descubierto desde el mangabey de Allen en 1923.